# Everything She Wants
Everything She Wants är en låt av den brittiska popduon Wham!, utgiven på albumet Make It Big 1984 samt som singel. Den är skriven av George Michael. Dock var den ursprungligen B-sida till julsingeln Last Christmas samma år, så att radiostationerna till på köpet genom att vända på singelskivan skulle få något annat än en julsång att spela då julen var över. Låten finns i två olika versioner och det var remixversionen som blev en jättehit och nådde första platsen på Billboardlistan i USA den 25 maj 1985.

## Listplaceringar
| Lista (1984-1985) | Topplacering |
| ----------------- | ------------ |
| Frankrike         | 21           |
| Norge             | 4            |
| Nya Zeeland       | 6            |
| Österrike         | 5            |

### Fotnoter
1. ↑  ”Listplacering”. http://lescharts.com/showitem.asp?interpret=Wham%21&titel=Everything+She+Wants&cat=s. Läst 29 maj 2011.
2. ↑  ”Listplacering”. http://norwegiancharts.com/showitem.asp?interpret=Wham%21&titel=Everything+She+Wants&cat=s. Läst 29 maj 2011.
3. ↑  ”Listplacering”. Arkiverad från originalet den 14 november 2012. https://web.archive.org/web/20121114151231/http://charts.org.nz/showitem.asp?interpret=Wham%21&titel=Everything+She+Wants&cat=s. Läst 29 maj 2011.
4. ↑  ”Listplacering”. http://austriancharts.at/showitem.asp?interpret=Wham%21&titel=Everything+She+Wants&cat=s. Läst 29 maj 2011.